# Většítko

Větší než jak se zapisuje po celém světě.

Většítko neboli větší než je znak > používaný v matematice a v informatice. Jeho protějškem  je symbol < nazývaný menšítko.

## Matematika
V matematice se jedná o symbol relačního operátoru.

### Vývoj názvosloví
V kontextu matematiky je obvyklejší víceslovné označení větší než a takto znak také uvádí mezi příklady matematických značek Internetové jazyková příručka.

### Reálná čísla
Pro reálná čísla je tento operátor možné popsat takto: Nechť {\displaystyle a} a {\displaystyle b} jsou libovolná různá reálná čísla a nechť je definována běžná lineární číselná osa, tedy taková, kde kladná část osy leží napravo od obrazu bodu nula a záporná část osy leží nalevo od obrazu bodu nula. Potom platí:
{\displaystyle a>b} právě tehdy, když obraz bodu {\displaystyle a} leží na číselné ose napravo od obrazu bodu {\displaystyle b}.

## Informatika

### Vývoj názvosloví
V české odborné literatuře se označení většítko a menšítko ve významu „větší než“ a „menší než“ objevuje od 90. let 20. století.